# 特別支援学校への就学奨励に関する法律
特別支援学校への就学奨励に関する法律（とくべつしえんがっこうへのしゅうがくしょうれいにかんするほうりつ、昭和29年6月1日法律第144号）は、特別支援学校に就学する児童または生徒についての援助および教育の普及奨励を図ることに関する法律である。

## 目的
この法律は、教育の機会均等の趣旨に則り、かつ、特別支援学校への就学の特殊事情にかんがみ、国及び地方公共団体が特別支援学校に就学する児童又は生徒について行う必要な援助を規定し、もって特別支援学校における教育の普及奨励を図ることを目的とする（第1条）。

## 題名の改正
改正前の題名は、盲学校、聾学校及び養護学校への就学奨励に関する法律（もうがっこう、ろうがっこうおよびようごがっこうへのしゅうがくしょうれいにかんするほうりつ）といった。「学校教育法の一部を改正する法律（平成18年6月21日法律第80号）」によって、盲学校、聾学校及び養護学校が、特別支援学校になったのに合わせて2007年（平成19年）4月1日から改称された。